# Lola Young
Lola Emily Mary Young (Londres, 4 de enero de 2001) es una cantante y compositora británica. En 2024, saltó a la fama con su sencillo «Messy», que fue su primera canción en encabezar la UK Singles Chart. Ese mismo año, Young apareció en la canción «Like Him» del álbum Chromakopia de Tyler, the Creator.
Young ha sido reconocida con numerosas nominaciones a premios. Fue nominada a los Premios Brit como Estrella en Ascenso en 2021, Mejor Artista Pop en 2025 y quedó en cuarto lugar en la competencia BBC Sound of 2022.

## Primeros años
Young creció en la zona de Beckenham, en Londres. Es hija de padre jamaicano-chino y madre inglesa. Asistió a la escuela primaria Balgowan en Beckenham, luego a la Kingsdale Foundation School y, más tarde, a la BRIT School en Croydon (al sur de Londres).[cita requerida] Su padrastro, que era bajista, y su madre alentaron su talento musical. Su tía abuela, Julia Donaldson, autora de El Grúfalo (1999), también tuvo una influencia importante en su desarrollo creativo.  A los seis años comenzó a tomar clases de piano, guitarra y canto, y a los once ya había desarrollado un profundo amor por la composición de canciones.

## Carrera

### 2013-2017: Inicios
La incursión temprana de Young en la música la llevó a participar en concursos de canto como Open Mic UK. A los 15 años, ganó el certamen con su canción «Never Enough», lo que le permitió obtener un paquete de consultoría con Future Music y £5,000 destinados a su desarrollo musical. Esta victoria le abrió las puertas de la BRIT School, donde perfeccionó sus habilidades artísticas. En 2016, Young participó en el programa Got What It Takes? de CBBC, donde quedó como subcampeona. Tras graduarse de la BRIT School en 2018, continuó presentándose en conciertos locales y eventos de micrófono abierto, hasta que finalmente atrajo la atención de figuras clave de la industria musical como Nick Shymansky, exmánager de Amy Winehouse, y Nick Huggett, quien firmó por primera vez con Adele. Ambos pronto se convirtieron en sus representantes.

### 2018-2023: Breakthrough andMy Mind Wanders and Sometimes Leaves Completely
En 2019, Young firmó con Island Records y lanzó su sencillo debut, «6 Feet Under», seguido del EP Intro. Su próximo EP, Renaissance, fue lanzado el 28 de abril de 2020. A pesar de los desafíos que impuso la pandemia de COVID-19, mantuvo su presencia a través de presentaciones virtuales y continuó lanzando música, incluido el sencillo «Woman». En 2021, Young ganó un reconocimiento más amplio con su actuación en The Late Late Show con James Corden y su interpretación de «Together in Electric Dreams» para el anuncio navideño de la tienda departamental británica John Lewis. Fue nominada al premio Brit como estrella en ascenso. El sencillo principal de Young para su álbum debut, «Stream of Consciousness», se lanzó el 25 de noviembre de 2022 y siguió una exitosa gira europea. El álbum, My Mind Wanders and Sometimes Leaves Completely, fue lanzado en 2023.

### 2024-presente:This Wasn't Meant for You Anyway
El segundo álbum de Young, This Wasn't Meant for You Anyway, fue lanzado el 21 de junio de 2024. Los sencillos, que incluyen «Messy » ganaron popularidad a través de TikTok, lo que llevó a un aumento en su popularidad internacional. En 2024, Young colaboró con Tyler, the Creator en su álbum Chromakopia y continuó lanzando sencillos como «Wish You Were Dead» y «Big Brown Eyes».  El 21 de enero de 2025, Young fue invitada e interpretó «Messy» en The Tonight Show Starring Jimmy Fallon.
Su sencillo «Flicker Of Light» aparece en el videojuego EA Sports FC 25.

## Vida personal
Young ha hablado abiertamente sobre su diagnóstico de trastorno esquizoafectivo, recibido a los 17 años. [1] Además, padece quistes recurrentes en las cuerdas vocales, lo que le ha provocado dificultades para cantar y la ha obligado a cancelar presentaciones. A lo largo de su vida, también ha enfrentado diversos desafíos relacionados con su salud mental.

## Discografía

### Álbumes de estudio
| Título                                                               | Detalles del álbum                                                                     | Posición más alta | Posición más alta | Posición más alta |
| Título                                                               | Detalles del álbum                                                                     | UK                | CAN               | US                |
| -------------------------------------------------------------------- | -------------------------------------------------------------------------------------- | ----------------- | ----------------- | ----------------- |
| My Mind Wanders and Sometimes Leaves Completely                      | - Lanzamiento: 26 de mayo de 2023 - Sello: Island - Formato: CD, LP, descarga digital  | —                 | —                 | —                 |
| This Wasn't Meant for You Anyway                                     | - Lanzamiento: 21 de junio de 2024 - Sello: Island - Formato: CD, LP, descarga digital | 16                | 38                | 64                |
| "—" indica que el álbum no apareció en las listas de ese territorio. |                                                                                        |                   |                   |                   |

### Miniálbumes
| Título | Detalles del álbum                                                                    |
| ------ | ------------------------------------------------------------------------------------- |
| Intro  | - Lanzamiento: 7 de noviembre de 2019 - Sello: Island - Formato: CD, descarga digital |

### Extended plays
| Título         | Detalles del EP                                                                 |
| -------------- | ------------------------------------------------------------------------------- |
| Renaissance    | - Lanzamiento: 28 de abril de 2020 - Sello: Island - Formato: Descarga digital  |
| After Midnight | - Lanzamiento: 20 de agosto de 2021 - Sello: Island - Formato: Descarga digital |

### Sencillos
| Título                                                                                   | Año  | Peak chart positions | Peak chart positions | Peak chart positions | Peak chart positions | Peak chart positions | Peak chart positions | Peak chart positions | Peak chart positions | Peak chart positions | Certificaciones                                                               | Álbum                                           |
| Título                                                                                   | Año  | UK                   | AUS                  | CAN                  | IRE                  | NZ                   | SWE                  | US                   | US Rock              | WW                   | Certificaciones                                                               | Álbum                                           |
| ---------------------------------------------------------------------------------------- | ---- | -------------------- | -------------------- | -------------------- | -------------------- | -------------------- | -------------------- | -------------------- | -------------------- | -------------------- | ----------------------------------------------------------------------------- | ----------------------------------------------- |
| "6 Feet Under"                                                                           | 2019 | —                    | —                    | —                    | —                    | —                    | —                    | —                    | —                    | —                    |                                                                               | Intro                                           |
| "Pick Me Up"                                                                             | 2020 | —                    | —                    | —                    | —                    | —                    | —                    | —                    | —                    | —                    |                                                                               | Renaissance                                     |
| "Woman"                                                                                  | 2020 | —                    | —                    | —                    | —                    | —                    | —                    | —                    | —                    | —                    |                                                                               |                                                 |
| "Ruin My Make Up"                                                                        | 2021 | —                    | —                    | —                    | —                    | —                    | —                    | —                    | —                    | —                    |                                                                               |                                                 |
| "Bad Tattoo"                                                                             | 2021 | —                    | —                    | —                    | —                    | —                    | —                    | —                    | —                    | —                    |                                                                               |                                                 |
| "Blue (2AM)"                                                                             | 2021 | —                    | —                    | —                    | —                    | —                    | —                    | —                    | —                    | —                    |                                                                               | After Midnight                                  |
| "Fake"                                                                                   | 2021 | —                    | —                    | —                    | —                    | —                    | —                    | —                    | —                    | —                    |                                                                               | Sin álbum                                       |
| "Together in Electric Dreams"                                                            | 2021 | —                    | —                    | —                    | —                    | —                    | —                    | —                    | —                    | —                    |                                                                               | Sin álbum                                       |
| "So Sorry"                                                                               | 2022 | —                    | —                    | —                    | —                    | —                    | —                    | —                    | —                    | —                    |                                                                               | Sin álbum                                       |
| "Stream of Consciousness"                                                                | 2022 | —                    | —                    | —                    | —                    | —                    | —                    | —                    | —                    | —                    |                                                                               | My Mind Wanders and Sometimes Leaves Completely |
| "Annabel's House"                                                                        | 2023 | —                    | —                    | —                    | —                    | —                    | —                    | —                    | —                    | —                    |                                                                               | My Mind Wanders and Sometimes Leaves Completely |
| "Don't Hate Me"                                                                          | 2023 | —                    | —                    | —                    | —                    | —                    | —                    | —                    | —                    | —                    |                                                                               | My Mind Wanders and Sometimes Leaves Completely |
| "What Is It About Me"                                                                    | 2023 | —                    | —                    | —                    | —                    | —                    | —                    | —                    | —                    | —                    |                                                                               | My Mind Wanders and Sometimes Leaves Completely |
| "Money"                                                                                  | 2023 | —                    | —                    | —                    | —                    | —                    | —                    | —                    | —                    | —                    |                                                                               | My Mind Wanders and Sometimes Leaves Completely |
| "Conceited"                                                                              | 2023 | 94                   | —                    | —                    | —                    | —                    | —                    | —                    | —                    | —                    |                                                                               | This Wasn't Meant for You Anyway                |
| "Wish You Were Dead"                                                                     | 2024 | —                    | —                    | —                    | —                    | —                    | —                    | —                    | —                    | —                    |                                                                               | This Wasn't Meant for You Anyway                |
| "Intrusive Thoughts"                                                                     | 2024 | —                    | —                    | —                    | —                    | —                    | —                    | —                    | —                    | —                    |                                                                               | This Wasn't Meant for You Anyway                |
| "Big Brown Eyes"                                                                         | 2024 | —                    | —                    | —                    | —                    | —                    | —                    | —                    | —                    | —                    |                                                                               | This Wasn't Meant for You Anyway                |
| "Fuck"                                                                                   | 2024 | —                    | —                    | —                    | —                    | —                    | —                    | —                    | —                    | —                    |                                                                               | This Wasn't Meant for You Anyway                |
| "Messy"                                                                                  | 2024 | 1                    | 1                    | 7                    | 1                    | 4                    | 8                    | 14                   | 2                    | 5                    | - BPI: Platinum - ARIA: Platinum - MC: Platinum - RIAA: Platinum - RMNZ: Gold | This Wasn't Meant for You Anyway                |
| "Good Books"                                                                             | 2024 | —                    | —                    | —                    | —                    | —                    | —                    | —                    | —                    | —                    |                                                                               | This Wasn't Meant for You Anyway                |
| "Flicker of Light"                                                                       | 2024 | —                    | —                    | —                    | —                    | —                    | —                    | —                    | —                    | —                    |                                                                               |                                                 |
| "Charlie" (featuring Lil Yachty)                                                         | 2024 | —                    | —                    | —                    | —                    | —                    | —                    | —                    | —                    | —                    |                                                                               |                                                 |
| "—" indica que el sencillo no apareció o no fue lanzado en las listas de ese territorio. |      |                      |                      |                      |                      |                      |                      |                      |                      |                      |                                                                               |                                                 |

### Otras canciones en listas
| Título                                               | Año  | Posición más alta | Posición más alta | Posición más alta | Posición más alta | Posición más alta | Posición más alta | Posición más alta | Posición más alta | Posición más alta | Certificaciones            | Álbum      |
| Título                                               | Año  | UK                | AUS               | CAN               | IRA               | NZ                | SWE               | US                | US Rock           | WW                | Certificaciones            | Álbum      |
| ---------------------------------------------------- | ---- | ----------------- | ----------------- | ----------------- | ----------------- | ----------------- | ----------------- | ----------------- | ----------------- | ----------------- | -------------------------- | ---------- |
| "Like Him" (Tyler, the Creator featuring Lola Young) | 2024 | 33                | 55                | 43                | 28                | 28                | 16                | 29                | 6                 | 37                | - BPI: Plata - MC: Platino | Cromakopia |

## Giras musicales
- US Tour (2023)
- EU Tour & London (2023)
- UK & EU Tour 2024 (2024)
- US & Canada Tour 2024 (2024)
- This Wasn't Meant for You Anyway Tour (2024–2025)

## Premios y nominaciones
| Premio                          | Año  | Categoría                   | Destinatario(s) | Resultado | Ref.   |
| ------------------------------- | ---- | --------------------------- | --------------- | --------- | ------ |
| BBC                             | 2021 | Sound of 2022               | Ella misma      | Cuarta    | [ 41 ] |
| Premios Brit                    | 2021 | Estrella emergente          | Ella misma      | Nominada  | [ 42 ] |
| Premios Brit                    | 2025 | Mejor artista pop           | Ella misma      | Nominada  | [ 43 ] |
| Ticketmaster                    | 2022 | Artistas revelación de 2022 | Ella misma      | Nominada  | [ 44 ] |
| Nickelodeon Kids' Choice Awards | 2025 | Canción viral favorita      | «Messy»         | Nominada  | [ 45 ] |